# 도로시 울버트

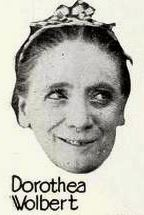

도로시 울버트(Dorothea Wolbert, 1874년 4월 12일 ~ 1958년 9월 15일)는 미국의 배우, 영화배우이다.
필라델피아에서 태어났으며 할리우드에서 사망하였다.

## 영화
- 파리 인 스프링 (1935년)
- 지옥의 시장 (1933년)
- 할렐루야 아임 어 범 (1933년)
- 투 세컨드 (1932년)
- 특종 기사 (1931년)
- 우먼 오브 더 월드 (1925년)
- 쉬 러브스 미 낫 (1918년)